# Dolichopus nigricornis
Dolichopus nigricornis är en tvåvingeart som beskrevs av Johann Wilhelm Meigen 1824. I den svenska databasen Dyntaxa används istället namnet Dolichopus discifer. Dolichopus nigricornis ingår i släktet Dolichopus och familjen styltflugor. Arten är reproducerande i Sverige. Inga underarter finns listade i Catalogue of Life.